# Drăgușeni, Satu Mare
Drăgușeni este un sat în comuna Turulung din județul Satu Mare, Transilvania, România.
Satul Drăgușeni a luat naștere în anul 1924. Baza a fost pusă de circa 60 de familii, majoritar maramureșene.
Localitatea a luat ființă ca urmare a Reformei agrare din 1921 când un număr de circa 40 familii au fost împroprietărite . Împroprietăriții proveneau în parte din Maramuresul istoric. 
Satul a fost prevăzut ca o ulita a localității Turulung.
Localitatea este situată pe drumul european E81 Satu Mare - Ciuperceni - Halmeu, pe unde se face trecerea graniței cu Ucraina. Este situată în Câmpia de Vest, foarte aproape de Munții Oașului. La limita de nord a Drăgușeniului trece cursul apei Racta, afluent minor al rîului Tur. La trei km nord se află centrul de comună Turulung, la alți 8 km spre nord localitatea Halmeu și granița cu Ucraina iar spre nord-est la 21 km localitatea Turț.
La început localitatea a primit numele de Simion Bărnuțiu dar ulterior a primit numele de Drăgușeni, în amintirea voievodului de Maramureș -Dragoș. 
Se știe că primul an școlar al școlii din sat a fost 1925-1926. Satul Drăguseni a fost vizitat la 12 noiembrie 1934 de ministrul culturii nationale, dr. Constantin Angelescu, cu ocazia unei vizite făcute în județul Satu Mare. Presa județeana de atunci relata: Un alt popas al ministrului a fost colonia Drăgușeni, unde ne-au așteptat coloniștii maramureșeni în pitorescul lor port, arătând cu fală locul de școala și piatra cărată proaspăt pentru începerea noului locaș școlar. Construcția școlii noi a început în anul 1935 si s-a terminat in anul 1937, astfel încât în anul școlar 1937-1938 copiii din sat au învățat în școala noua.
Viața spirituală a satului a fost asigurată sporadic de preoți din satele vecine. Slujba religioasă s-a desfășurat în școala deoarece satul nu avea biserică.          
In perioada ocupatiei horthyste școala a funcționat cu clasele 1-7, dar cu limba de predare maghiară. În această perioadă directorul învățător era maghiar, cadru didactic care a avut o conduită foarte omenească față de locuitorii satului, exigent în ceea ce privea ordinea și disciplina în școală și pretențios cu privire la însușirea limbii maghiare de către copii, care, din acest punct de vedere, au întâmpinat greutăți, întrucât nu aveau cunoștinte de limbă maghiară. În vara anului 1944, arhiva scolii este scoasă în curte, iar școala transformată în spital de campanie.
Anul scolar 1960-1961 găsește înscriși în școală un număr de 196 elevi si 7 cadre didactice la clasele 1-4. în acest an scolar conducerea școlii a fost preluată de profesorul-director Mihai Rednic.
În anul 2006, învățătoarea Mariana Godje împreună cu învățătoarea Felicia Codrea, la inițiativa directoarei Lăcrămioara Dinga, au reaprins interesul satului pentru viața artistică maramureșană, înființând în cadrul școlii " Ansamblul Mara" care are în repertoriu cântece și dansuri specifice Maramureșului istoric.